# Živko Gocić
Živko Gocić (* 22. srpna 1982 Bělehrad, Jugoslávie) je srbský vodní pólista. Tomuto sportu se začal věnovat v sedmi letech v klubu VK Partizan pod vedením dvojnásobného olympijského vítěze Igora Milanoviće.
Byl členem zlatého týmu na Mistrovství světa 2009 a 2015 na MS 2011 získal stříbrnou medaili. Na hrách v Pekingu 2008 a v Londýně 2012 získal bronzovou medaili a na olympiádě 2016 v Rio de Janeiru dovedl svůj tým jako kapitán k celkovému prvenství. Byl také členem vítězného mužstva na Středomořských hrách 2009, na pěti evropských šampionátech (2003, 2006, 2012, 2014 a 2016) a desetkrát vyhrál světovou ligu ve vodním pólu (2005–2008, 2010–2011 a 2013–2016). Na klubové úrovni se stal třikrát mistrem Srbska (2008, 2009 a 2010) a jednou mistrem Maďarska (2015).
Po LOH 2016 ukončil reprezentační kariéru a v roce 2017 se stal trenérem srbské juniorské reprezentace.

## Klubová kariéra
- 1998–2003 VK Partizan
- 2003–2004 Niš Klasik
- 2004–2005 CC Ortigia
- 2005–2007 VPK Dinamo Moskva
- 2007–2010 VK Partizan
- 2010–2011 Latina Pallanuoto
- 2011– Szolnoki Dózsa-KÖZGÉP